# Pueblo Llano (Venezuela)
Pour les articles homonymes, voir Pueblo Llano.
Pueblo Llano est le chef-lieu de la municipalité de Pueblo Llano dans l'État de Mérida au Venezuela.